# Hebert Abimorad
Hebert Abimorad, född den 17 mars 1946 i Montevideo, är en uruguayansk poet, journalist, översättare och lärare bosatt i Sverige sedan 1975.

## Biografi
År 1975 tvingades Abimorad i landsflykt till Sverige på grund av militärdiktaturen i Uruguay (1973–1985) och bor sedan dess i Göteborg, en stad till vilken han dedikerade sin första bok Göteborg: Kärlek och öde (1982, tvåspråkig utgåva på spanska och svenska).
Han har medarbetat i svenska tidningar som Göteborgs-Posten och Arbetet. Samarbetar i Uruguay med uruguayanska nyhetsbyrån uy.press och tidningen Voces. Abimorad har översatts till svenska, franska, portugisiska, makedonska, engelska och persiska. Genom åren har han publicerat flera av sina verk under olika heteronymer: Martina Martinez, Flor de Condominio, Camilo Alegre, Silvestre del Bosque och José José.  
2003 utsågs han till årets författare av det Västsvenska författarsällskapet och Författarcentrum Väst.
År 2010 nominerades Abimorad till det uruguayanska Bartolome Hidalgo-priset i kategorin poesi och 2014 tilldelades han det uruguayanska kultur- och utbildningsdepartementets litteraturpris inom kategorin poesi och prosa för diktsamlingen Mekong (2012).
Boken Mekong fick distributionsstöd till biblioteken från Kulturrådet
Boken Torget fick distributionsstöd till biblioteken från Kulturrådet

## Verkförteckning
- Gotemburgo: Amor y destino – Göteborg: Kärlek och öde (1981)
- Gestos Distantes – Avlägsna Gester (1985)
- Voces Ecos – Röster Ekon (1988)
- Poemas frugálicos (1994)
- Poemas frugálicos 2 (1994)
- Malena och Cyber (under heteronymen Martina Martínez, Trilce, Montevideo, 1996)
- Poemas frugálicos 3 (Trilce, Montevideo, 1998)
- Conversaciones y Volverá la loba (under heteronymen José José och Camilo Alegre, Trilce, Montevideo, 2000)
- Korta dikter (Heterogénesis, 2000, i översättning av Lena Heyman)
- Poemas frugálicos (fjärde upplagan, Ediciones Libertarias, Madrid, 2004)
- Samtal (Libertad, 2006, i översättning av Lena Heyman)
- Nuevos poemas frugálicos y otros textos heterónimos, antología 1982-2007 (Editorial Baile del sol, Spanien, 2008)
- Nuevos poemas frugálicos y otros textos heterónimos, antología 1982-2007 (Linardi y Risso, Montevideo, 2010)
- Hermatario (under heteronymen Silvestre del Bosque, Botella al mar, Montevideo, 2010)
- Poémes frugaux – Poemas frugálicos, traducción de Marie-C. Seguin (Fondation littéraire Fleur de Lys, Kanada, 2010)
- Hermatario (under heteronymen Silvestre del Bosque, Editorial devenir, Madrid)
- Poetas suecos contemporáneos, Samtida svenska poeter (Editorial Baile del sol, Spanien)
- Mekong (Paréntesis editora, Montevideo, 2012)
- Dios (under heteronymen Flor de Condomino, Editorial Yaugurú, Montevideo, 2013)
- 100 poemas frugálicos (Spanien, 2014)
- Poemas y dibujos frugálicos (Yaugurú, Montevideo, 2015)
- Nuove poesie frugali ed altri testi eteronimi (Liberaij, Edizione privata,i översättning av Karen Hofling, 2017, Italia)
- La Plaza (  Madrid,2018)
- Mekong (  i översättning av Maria Nääs, Estocolmo 2018)
- Profecías frugálicas (Vitruvio, Madrid, 2020)
- Torget ( Styx ,översättning av Siri Hultén, 2020 )
- Frugálicas variaciones estacionales ( Madrid 2022)
- En la plaza 33, 33 días, 33 minutos, 33 poemas frugálicos ( Montevideo, Yaugurú, 2023 )
- Frugal poems ( i översättning av Karen Hofling, 2023, Amazon, Venezuela, Letralia )
- Canto planetario: hermandad en la Tierra. Volumen I (diverse författare, ed. Carlos Javier Jarquin, Costa Rica: H.C. Editores, 2023)
- Frugaliska profetior ( översättning av Siri Hultén, e-book, media 24/ Digibook, 2024)
- På torg 33,  33 dagar, 33 minuter, 33 frugaliska dikter (2025, översättning av Siri Hultén )

### Översättningar
- Barnkammare (La habitación de los niños) för Atelierteatern i Göteborg, 1984
- Poesía sueca contemporánea (Editorial Baile del sol, Spanien, 2011)
- Edith Södergran, Karin Boye, un encuentro entre dos poetas suecas" (Ediciones oblicuas,Spanien, 2017)
- Un encuentro con tres poetas suecas, Edith Södergran, Karin Boye, Agnes von Krusenstjerna (Editorial Yaugurú, Montevideo)